# (35542) 1998 FS99
1998 FS99 (asteroide 35542) é um asteroide da cintura principal. Possui uma excentricidade de 0.09887780 e uma inclinação de 13.82158º.
Este asteroide foi descoberto no dia 31 de março de 1998 pelo projeto LINEAR em Socorro.